# Mistrzostwa Polski w Skokach Narciarskich 1993
68. Mistrzostwa Polski w Skokach Narciarskich – zawody o mistrzostwo Polski w skokach narciarskich, które odbyły się w dniach 12-21 marca 1993 roku na skoczni Skalite w Szczyrku i Wielkiej Krokwi w Zakopanem.
W konkursie indywidualnym na skoczni normalnej zwyciężył Robert Zygmuntowicz, srebrny medal zdobył Jan Kowal, a brązowy – Stefan Habas. Na dużym obiekcie najlepszy okazał się Bartłomiej Gąsienica-Sieczka przed Kowalem i Robertem Mateją.
Konkurs drużynowy na normalnej skoczni wygrał zespół WKS Zakopane w składzie: Zbigniew Klimowski, Bartłomiej Gąsienica-Sieczka, Jarosław Mądry i Jan Kowal.

## Wyniki

### Konkurs drużynowy na normalnej skoczni (Szczyrk, 12.03.1993)
| Miejsce | Klub                  | Zawodnik                     | Nota zespołu |
| ------- | --------------------- | ---------------------------- | ------------ |
| 1.      | WKS Zakopane          | Zbigniew Klimowski           | 741,6        |
| 1.      | WKS Zakopane          | Bartłomiej Gąsienica-Sieczka | 741,6        |
| 1.      | WKS Zakopane          | Jarosław Mądry               | 741,6        |
| 1.      | WKS Zakopane          | Jan Kowal                    | 741,6        |
| 2.      | TS Wisła Zakopane I   | Stanisław Styrczula          | 677,4        |
| 2.      | TS Wisła Zakopane I   | Robert Mateja                | 677,4        |
| 2.      | TS Wisła Zakopane I   | Robert Zygmuntowicz          | 677,4        |
| 2.      | TS Wisła Zakopane I   | Andrzej Młynarczyk           | 677,4        |
| 3.      | LKS Klimczok Bystra   | Krzysztof Hernas             | 609,1        |
| 3.      | LKS Klimczok Bystra   | Wacław Przybyła              | 609,1        |
| 3.      | LKS Klimczok Bystra   | Łukasz Kruczek               | 609,1        |
| 3.      | LKS Klimczok Bystra   | Adam Kudzia                  | 609,1        |
| 4.      | TS Wisła Zakopane II  | Maciej Mroczkowski           | 542,1        |
| 4.      | TS Wisła Zakopane II  | Kazimierz Bafia              | 542,1        |
| 4.      | TS Wisła Zakopane II  | Józef Joniak                 | 542,1        |
| 4.      | TS Wisła Zakopane II  | Stanisław Ustupski           | 542,1        |
| 5.      | LKS Skrzyczne Szczyrk | Sebastian Nikiel             | 523,2        |
| 5.      | LKS Skrzyczne Szczyrk | Sebastian Wieczorek          | 523,2        |
| 5.      | LKS Skrzyczne Szczyrk | Mariusz Dunat                | 523,2        |
| 5.      | LKS Skrzyczne Szczyrk | Alojzy Moskal                | 523,2        |
| 6.      | KS Wisła Wisła        | Mariusz Szturc               | 429,7        |
| 6.      | KS Wisła Wisła        | Adam Małysz                  | 429,7        |
| 6.      | KS Wisła Wisła        | Aleksander Bojda             | 429,7        |
| 6.      | KS Wisła Wisła        | Mariusz Wantulok             | 429,7        |
| 7.      | BBTS Bielsko-Biała    | Marek Gwóźdź                 | 386,9        |
| 7.      | BBTS Bielsko-Biała    | Grzegorz Jurasz              | 386,9        |
| 7.      | BBTS Bielsko-Biała    | Mirosław Grzybowski          | 386,9        |
| 7.      | BBTS Bielsko-Biała    | Jarosław Kargul              | 386,9        |

W konkursie wzięło udział 7 zespołów.

### Konkurs indywidualny na normalnej skoczni (Szczyrk, 14.03.1993)
| Miejsce | Zawodnik            | Klub              | Skok 1 | Skok 2 | Punkty |
| ------- | ------------------- | ----------------- | ------ | ------ | ------ |
| 1.      | Robert Zygmuntowicz | TS Wisła Zakopane | 81,5   | 80,5   | 209,7  |
| 2.      | Jan Kowal           | WKS Zakopane      | 80,5   | 80,0   | 207,8  |
| 3.      | Stefan Habas        | WKS Zakopane      | 79,0   | 77,5   | 199,4  |
| 4.      | Wojciech Skupień    | TS Wisła Zakopane | 86,5   | 82,5   | 197,4  |
| 5.      | Zbigniew Klimowski  | WKS Zakopane      | 77,5   | 77,5   | 195,0  |
| 6.      | Stanisław Ustupski  | TS Wisła Zakopane | 78,5   | 73,0   | 191,4  |
| 7.      | Stanisław Styrczula | TS Wisła Zakopane | 77,0   | 75,5   | 187,5  |
| 8.      | Robert Mateja       | TS Wisła Zakopane | 70,5   | 79,0   | 182,2  |

W konkursie wzięło udział 33 zawodników.

### Konkurs indywidualny na dużej skoczni (Zakopane, 21.03.1993)
| Miejsce | Zawodnik                     | Klub              | Skok 1 | Skok 2 | Punkty |
| ------- | ---------------------------- | ----------------- | ------ | ------ | ------ |
| 1.      | Bartłomiej Gąsienica-Sieczka | WKS Zakopane      | 94,0   | 88,0   | 141,5  |
| 2.      | Jan Kowal                    | WKS Zakopane      | 94,5   | 90,5   | 140,7  |
| 3.      | Robert Mateja                | TS Wisła Zakopane | 84,5   | 97,0   | 137,3  |
| 4.      | Stanisław Styrczula          | TS Wisła Zakopane | 93,0   | 89,0   | 135,0  |
| 5.      | Robert Zygmuntowicz          | TS Wisła Zakopane | 83,5   | 96,0   | 127,0  |
| 6.      | Zbigniew Klimowski           | WKS Zakopane      | 88,5   | 80,5   | 110,8  |

W konkursie wzięło udział 9 zawodników.